# ملخ‌های وزغی
ملخ‌های وزغی (نام علمی: Pamphagidae) نام یک تیره از بالاخانواده کج‌صورت‌واران است.